# Combat de l'USS Constellation et de l'Insurgente
Quasi-guerre
Batailles
- Combat de l'USS Delaware et du Croyable
- Capture de l'USS Retaliation par le Volontaire et l’Insurgente
- Combat de l'USS Constellation et de l’Insurgente
- Combat naval du 1er janvier 1800
- Combat de l'USS Constellation et de la Vengeance
- Puerto Plata Harbor (en)
- Combat de l'USS Boston et du Berceau
- Combat de l'USS Enterprise et du Flambeau
- Invasion de Curaçao (en)

La bataille navale est livrée le 9 février 1799, pendant la Quasi-guerre qui oppose la France révolutionnaire aux États-Unis d'Amérique de 1798 à 1800 et lors de laquelle la frégate américaine USS Constellation de 38 canons, commandée par Thomas Truxtun, combat et capture la frégate l’Insurgente de 40 canons, un des bateaux les plus rapides de la Marine française. 

## Les forces en présence
- Frégate française, l’Insurgente : lancée en 1793, 340 hommes d'équipage, elle porte 26 canons de 12 livres et 6 canons de 6 livres (soit une bordée de 174 livres).
- Frégate américaine, l'USS Constellation : lancée en 1797, 340 hommes d'équipage, elle porte 28 canons de 24 livres et 20 caronades de 32 livres (soit une bordée de 656 livres).
C'est-à-dire qu'elle porte des pièces que l'on rencontre d'ordinaire sur des vaisseaux de ligne. Ce type de frégate a d'ailleurs été conçu dans ce but, surclasser toute frégate adverse et être capable de distancer tout navire de ligne. Il paraissait logique aux Américains de construire de tels navires puisqu'ils ne pouvaient espérer rivaliser par le nombre avec les grandes marines européennes.

## La bataille
La bataille commence à environ 18 milles au nord-est de Niévès aux Petites Antilles, vers midi, quand l'USS Constellation repère l’Insurgente qui fait aussitôt voile pour s'éloigner. L’Insurgente avait  capturé le 20 novembre 1798 le schooner USS Retaliation (ex-Croyable français, capturé par les Américains le 7 juillet), prise qui avait suscité l'indignation des États-Unis  et, trois semaines plus tôt, elle avait été poursuivie par l'USS Constitution mais avait réussi à s'enfuir. 
La mission de l’Insurgente est le pillage des navires de commerce ; Pierre-Michel Barreault, son commandant, a ordre d'éviter la confrontation avec un autre vaisseau de guerre. 
Au bout d'une heure de poursuite, Truxtun est assez proche pour faire des signaux afin de déterminer si le bateau qu'il pourchasse est britannique ou pas (les États-Unis et l'Angleterre étaient alors en paix). Le navire inconnu arbore les couleurs américaines, mais Truxtun n'obtient pas de réponse satisfaisante à ses signaux. Il essaie alors les signaux britanniques, sans plus de succès. Faute de réponse, il continue à donner la chasse à l’Insurgente et appelle aux postes de combat.
La Constellation donne toute la voile en dépit d'un vent fort, soufflant en rafales, qui menace de déchirer une voile ou de briser un étai. Une rafale déchire un hunier, ce qui contraint la Constellation à ralentir mais l’Insurgente a encore moins de chance : elle casse son mât de hune qui s'abat sur le pont et elle est à la merci de la Constellation. Barreault fait réduire la toile et appelle aux postes de combat. 
L’Insurgente hisse le drapeau tricolore et le capitaine français essaye de parlementer avec son homologue américain. Cette tentative reste sans réponse.
L’Insurgente est dévastée par la première bordée de la Constellation qui cause de nombreux morts. Les pièces de 24 de l'Américain ont tiré à double-charge, visant la coque, selon l'habitude de la Royal Navy. Elle essaie de virer et ralentit, permettant à la Constellation de passer sur sa proue et de lui tirer, en enfilade, une autre bordée. La Constellation tourne sous le vent et continue d'échanger des bordées avec l’Insurgente. 

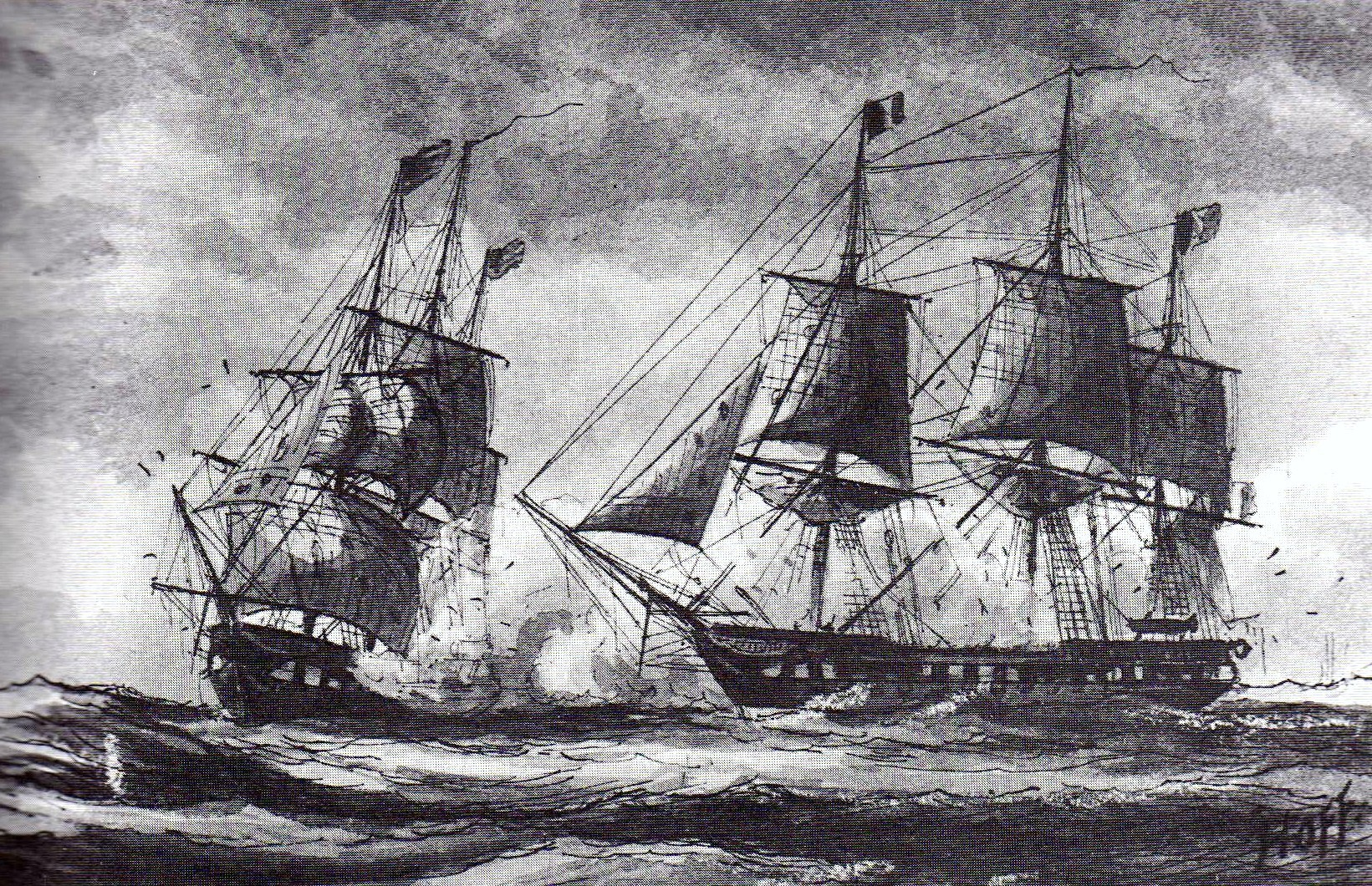
Combat de la Constellation et de l’Insurgente, dessin de William Bainbridge Hoff

Barreault voit les boulets de 24 livres de la Constellation traverser sa coque, et comprend qu'il livre un combat complètement inégal, avec sa mâture brisée, ses canons de 12 livres incapables d'endommager son adversaire et une grande partie de son équipage mis hors de combat par les deux premières bordées. Il panique et se cache derrière le cabestan pour se protéger. L'enseigne de vaisseau Petitpierre est contraint de le menacer avec un couteau pour le faire sortir de son abri et reprendre le commandement de son bâtiment. Il reprend ses esprits et fait amener ses couleurs et la Constellation emmène le navire vaincu et son équipage prisonnier à Basse-Terre, dans l'île de Saint-Christophe.

## Conséquences
C'est la première victoire d'un vaisseau de guerre conçu et réalisé entièrement aux États-Unis.
L’Insurgente devient l'USS Insurgent et sera perdue en mer en 1800.
Prisonnier de guerre, Barreault est relâché peu après. Sa conduite lors de la bataille lui vaut l'opprobre de ses officiers et il est déféré en octobre 1799 devant le tribunal maritime de Lorient qui l'acquitte tout en lui infligeant un blâme pour résistance insuffisante.
Cette capture est mal vécue par la marine française, au point qu'un an après, le ministre de la Marine Forfait juge nécessaire de demander à Talleyrand de donner des ordres pour éviter que des représailles soient exercées à l'encontre des navires américains.
Le 25 février cependant, Adams annonce l'envoi en France d'une commission dans le but de mettre fin à la Quasi-guerre.